# Rock 'Til You Drop
Rock 'til You Drop je dvacáté studiové album britské rockové skupiny Status Quo. Album vyšlo v roce 1991 u vydavatelství Vertigo Records a role producenta se ujal Francis Rossi.

## Seznam skladeb
| Pořadí | Název                               | Autor                               | Délka |
| ------ | ----------------------------------- | ----------------------------------- | ----- |
| 1.     | Like a Zombie                       | Rossi, Frost                        | 5:03  |
| 2.     | All We Really Wanna Do              | Rossi, Frost                        | 3:47  |
| 3.     | Fakin' the Blues                    | Rossi, Frost                        | 4:29  |
| 4.     | One Man Band                        | Parfitt, Williams                   | 4:31  |
| 5.     | Rock 'Til You Drop                  | Bown                                | 3:21  |
| 6.     | Can't Give You More                 | Rossi, Young                        | 4:27  |
| 7.     | Warning Shot                        | Bown, Edwards                       | 3:58  |
| 8.     | Let's Work Together                 | Harrison                            | 3:41  |
| 9.     | Bring It On Home                    | Cooke                               | 3:10  |
| 10.    | No Problems                         | Rossi, Parfitt                      | 4:51  |
| 11.    | Good Sign (pouze CD)                | Parfitt, Williams                   | 4:15  |
| 12.    | Tommy (pouze CD)                    | Rossi, Frost                        | 3:50  |
| 13.    | Nothing Comes Easy (pouze CD)       | Rossi, Parfitt, Bown, Edwards, Rich | 5:46  |
| 14.    | Fame or Money (pouze CD)            | Rossi, Bown                         | 4:06  |
| 15.    | The Price of Love (pouze CD)        | Everly, Everly                      | 3:3   |
| 16.    | Forty Five Hundred Times (pouze CD) | Rossi, Parfitt                      | 12:56 |

## Obsazení
- Francis Rossi – sólová kytara, zpěv
- Rick Parfitt – rytmická kytara, zpěv
- John Edwards – basová kytara
- Andy Bown – klávesy
- Jeff Rich – bicí